# Emakumeen Bira
De Emakumeen Bira is een meerdaagse wielerwedstrijd voor vrouwen die tussen 1992 en 2019 jaarlijks werd verreden in de regio Baskenland in Spanje. De eerste vier edities (1988-1991) stonden alleen open voor amateurs en werden alle gewonnen door Spaanse rensters. De koers heette tussen 2008 en 2011 Iurreta-Emakumeen Bira en sindsdien Emakumeen Euskal Bira.
Sinds 2001 wordt op de dag voor de etappenkoers een eendagswedstrijd verreden, genaamd: Durango-Durango Emakumeen Saria. Deze werd tussen 2010 en 2014 vier keer door Marianne Vos gewonnen. Zij won de etappekoers tweemaal, maar recordhoudsters zijn de Spaans-Baskische Joane Somarriba en de Duitse Hanka Kupfernagel met drie overwinningen.
In juni 2017 werd bekend dat de wedstrijd vanaf 2018 deel uitmaakt van de UCI Women's World Tour. Na 2019 werd besloten om de wedstrijd niet meer te organiseren vanwege gebrek aan financiële middelen.
Sinds 2022 wordt in het Baskenland de etappekoers Itzulia Women verreden.

## Erelijst

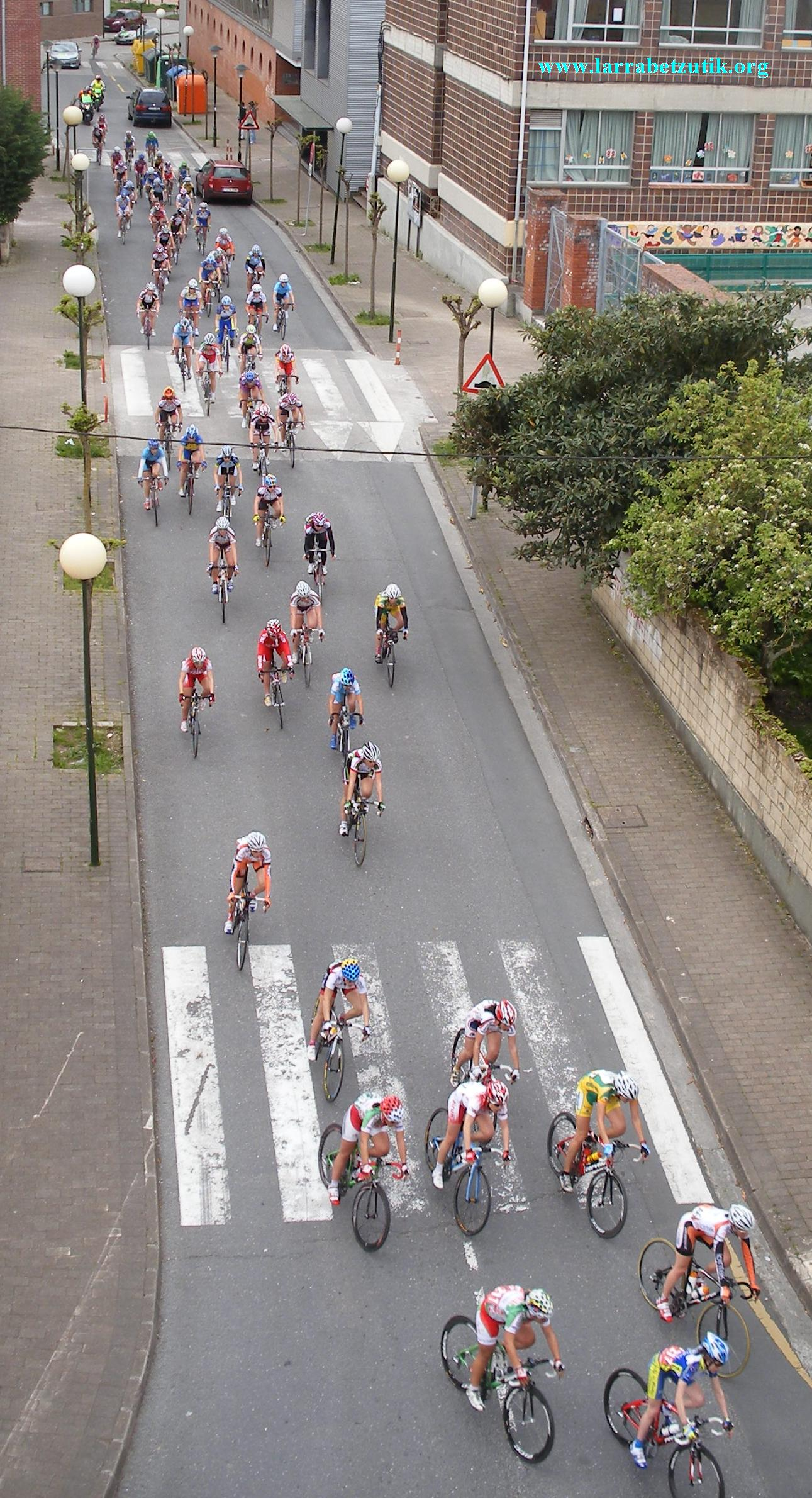
De wedstrijd in 2010

| Jaar | Eerste                 | Tweede                 | Derde                 |
| ---- | ---------------------- | ---------------------- | --------------------- |
| 1988 | Imma De Carlos         | ?                      | ?                     |
| 1989 | Maria Mora             | ?                      | ?                     |
| 1990 | Josune Gorostidi       | ?                      | ?                     |
| 1991 | Joane Somarriba        | ?                      | ?                     |
| 1992 | Lenka Ilavská          | Elena Barillova        | Teodora Ruano         |
| 1993 | Elena Barillova        | Lenka Ilavská          | Ildiko Paczova        |
| 1994 | Elena Barillova        | Elisabeth Chevanne     | Maria Tsal            |
| 1995 | Jeannie Longo-Ciprelli | Lenka Ilavská          | Tatjana Kaverina      |
| 1996 | Teodora Ruano          | Lenka Ilavská          | Joane Somarriba       |
| 1997 | Hanka Kupfernagel      | Alessandra Cappellotto | Diana Rast            |
| 1998 | Hanka Kupfernagel      | Lenka Ilavská          | Ita Kryjanovskaja     |
| 1999 | Hanka Kupfernagel      | Joane Somarriba        | Valentina Gerasimova  |
| 2000 | Joane Somarriba        | Daniela Veronesi       | Fany Lecourtois       |
| 2001 | Leontien van Moorsel   | Tatjana Stjajkina      | Zinaida Stahoerskaja  |
| 2002 | Edita Pučinskaitė      | Eneritz Iturriaga      | Zinaida Stahoerskaja  |
| 2003 | Mirjam Melchers        | Olga Sljoesarjova      | Jolanta Polikevičiūtė |
| 2004 | Joane Somarriba        | Mirjam Melchers        | Fabiana Luperini      |
| 2005 | Svetlana Boebnenkova   | Trixi Worrack          | Mirjam Melchers       |
| 2006 | Fabiana Luperini       | Susanne Ljungskog      | Nicole Brändli        |
| 2007 | Susanne Ljungskog      | Marianne Vos           | Nicole Brändli        |
| 2008 | Marianne Vos           | Tatiana Guderzo        | Luise Keller          |
| 2009 | Judith Arndt           | Claudia Häusler        | Mara Abbott           |
| 2010 | Claudia Häusler        | Annemiek van Vleuten   | Judith Arndt          |
| 2011 | Marianne Vos           | Emma Johansson         | Judith Arndt          |
| 2012 | Judith Arndt           | Emma Johansson         | Annemiek van Vleuten  |
| 2013 | Emma Johansson         | Elisa Longo Borghini   | Evelyn Stevens        |
| 2014 | Pauline Ferrand-Prevot | Marianne Vos           | Anna van der Breggen  |
| 2015 | Katarzyna Niewiadoma   | Ashleigh Moolman       | Emma Johansson        |
| 2016 | Emma Johansson         | Megan Guarnier         | Ashleigh Moolman      |
| 2017 | Ashleigh Moolman       | Annemiek van Vleuten   | Katrin Garfoot        |
| 2018 | Amanda Spratt          | Annemiek van Vleuten   | Anna van der Breggen  |
| 2019 | Elisa Longo Borghini   | Amanda Spratt          | Soraya Paladin        |

Meervoudige winnaars
| Overwinningen | Renster           | Land      | Jaren            |
| ------------- | ----------------- | --------- | ---------------- |
| 3             | Joane Somarriba   | Spanje    | 1991, 2000, 2004 |
| 3             | Hanka Kupfernagel | Duitsland | 1997, 1998, 1999 |
| 2             | Elena Barillova   | Slowakije | 1993, 1994       |
| 2             | Marianne Vos      | Nederland | 2008, 2011       |
| 2             | Judith Arndt      | Duitsland | 2009, 2012       |
| 2             | Emma Johansson    | Zweden    | 2013, 2016       |

 Overwinningen per land 
| Overwinningen | Land                                             |
| ------------- | ------------------------------------------------ |
| 7             | Spanje                                           |
| 6             | Duitsland                                        |
| 4             | Nederland                                        |
| 3             | Slowakije, Zweden                                |
| 2             | Frankrijk, Italië                                |
| 1             | Australië, Litouwen, Polen, Rusland, Zuid-Afrika |